# Infisso (linguistica)
Un infisso è un elemento linguistico di formazione delle parole che, a differenza del suffisso, dell'interfisso e del prefisso, non viene aggiunto alla radice della parola, ma inserito all'interno della radice stessa.
Esempi:
- latino: l'infisso del presente n in una certa classe di verbi come vi-n-c-ere, cfr. perfetto vic-i
- greco: il tema dell'aoristo λαβ- si differenzia dal presente λαμβάνω (prendere).
- inglese: bloody, blooming o fucking possono essere inseriti come infissi all'interno di una parola: abso-bloomin'-lutely (da My Fair Lady), fan-fucking-tastic
- sanscrito: "io strido" yunájmi (1. persona singolare presente) dalla radice yuj- (-na- contraddistingue un'azione al presente)
- turco: "io vengo" geliyorum, „non vengo“ gelmiyorum con infisso negativo -m-
- tagalog: gli infissi -um- e -in- forniscono informazioni circa il tempo, la diatesi verbale, il ruolo semantico degli argomenti all'interno della frase e la focalizzazione. Ad esempio, se alla radice verbale bili "comprare" o "vendere" si aggiunge l'infisso -um-, si ottiene il verbo bumili "comprare (passato)" che presuppone che l'agente sia in focus; aggiungendo, invece, l'infisso -in- si ha binili col medesimo significato del precedente, ma che prevede che il focus sia sul paziente.
- indonesiano: non hanno un portato semantico ben definito, ma possono distinguere alcuni significati. Cfr. gigi "denti" → gerigi "dentatura"; cerlang "luminoso" → cemerlang "brillante" e kerja "lavoro, lavorare" → kinerja "performance".
- khmer: l'infisso -Vm(n)- deriva nomi a partire da verbi o aggettivi. Per esempio, ដើរ daə "camminare" → ដំណើរ dɑmnaə "viaggio"; ជឿ cɨə "credere" → ជំនឿ cumnɨə "credenza" e ធំ tʰom "grande" → ទំហំ tumhum "grandezza, taglia".